# Ada (orquídia)
Ada és un gènere d'orquídies dins la subfamília Epidendroideae.
Són orquídies epífites o litòfites. Són plantes natives de Nicaragua fins a Bolívia. Es poden trobar en zones càlides i fredes de muntanya entre els 650 als 2700 m d'altitud.
Les sevesfulles són lanceolades i dístiques (creixen en dos rangs) amb una llargada de 20 cm. Tenen un pseudobulb.
La seva inflorescència és molt acolorida i les seves flors són flairoses. El color de les flors varia des del blanc al verdós i taronja. El periant és estret i punxegut.
Ada fa servir un mètode de "pseudoparasitisme" per atraure pol·linitzadors paràsits mimetitzant els hostes d'aquests.
No són fàcils de cultivar degut als seus alts requeriments.